# Taufbecken St-Denis (Méry-sur-Oise)

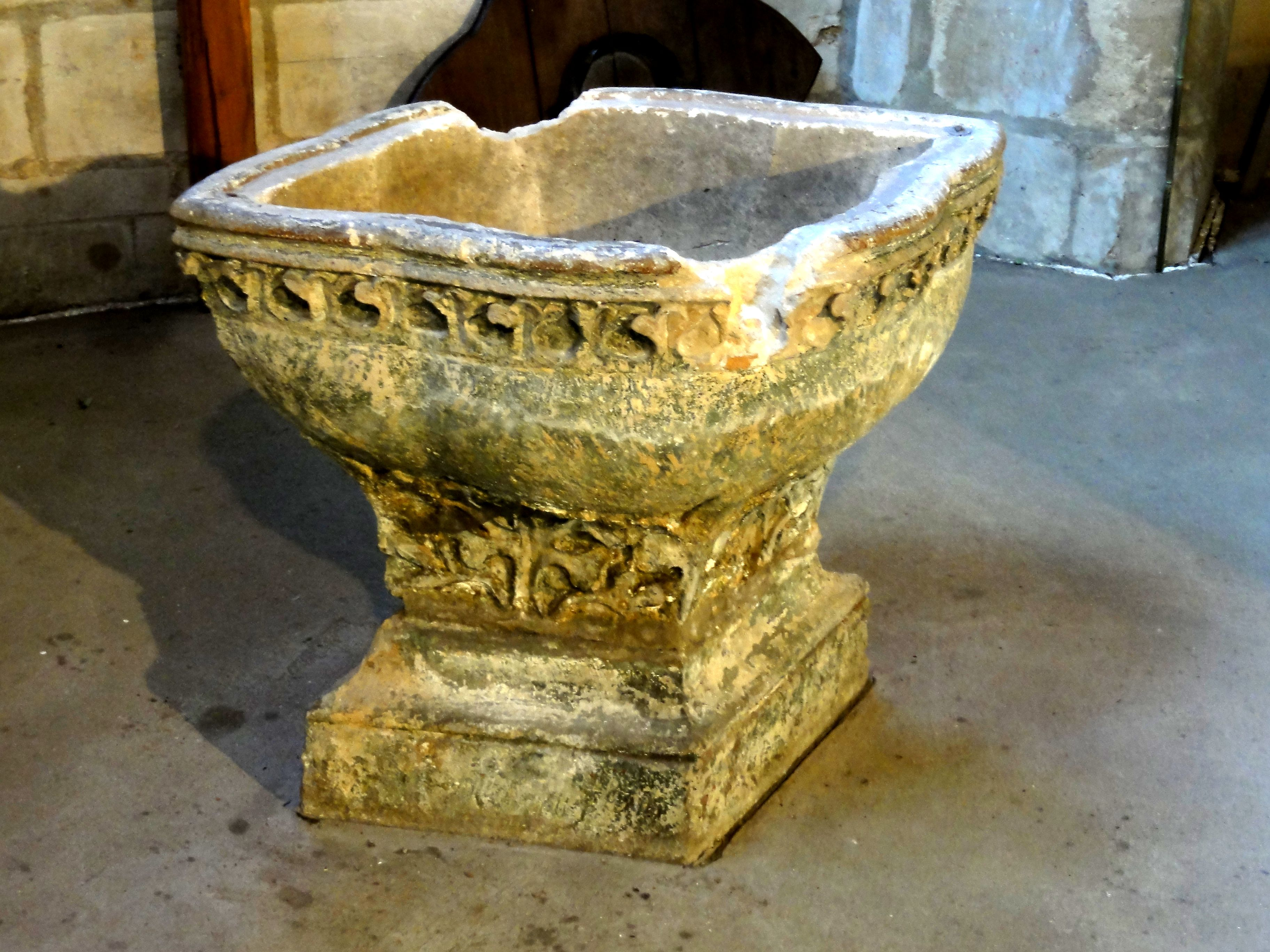
Taufbecken in Méry-sur-Oise

Das Taufbecken in der Pfarrkirche St-Denis in  Méry-sur-Oise, einer französischen Gemeinde im Département Val-d’Oise in der Region Île-de-France, wurde im 13. Jahrhundert geschaffen. Das gotische Taufbecken wurde 1938 als Monument historique in die Liste der geschützten Objekte (Base Palissy) in Frankreich aufgenommen.
Das 1,20 Meter hohe, viereckige Taufbecken wurde im oberen Teil aus einem einzigen Steinblock gearbeitet. Auf allen vier Seiten sind am Becken und am schmäleren Sockel Verzierungen in Form von Blättern angebracht. Reste einer polychromen Bemalung sind auf dem Stein noch vorhanden. Die Beschädigungen am oberen Rand stammen von einem später angebrachten Deckel, der nicht mehr vorhanden ist.